# Purcell Wilderness Conservancy Park
Purcell Wilderness Conservancy Park är en park i Kanada.   Den ligger i provinsen British Columbia, i den södra delen av landet, 3 100 km väster om huvudstaden Ottawa. Purcell Wilderness Conservancy Park ligger 2 738 meter över havet.
Terrängen runt Purcell Wilderness Conservancy Park är huvudsakligen bergig, men åt nordost är den kuperad. Purcell Wilderness Conservancy Park ligger uppe på en höjd. Trakten runt Purcell Wilderness Conservancy Park är nära nog obefolkad, med mindre än två invånare per kvadratkilometer.. Det finns inga samhällen i närheten. 
Trakten runt Purcell Wilderness Conservancy Park består i huvudsak av gräsmarker.